# Charitosemia
Charitosemia là một chi bướm đêm thuộc họ Noctuidae.

## Các loài
- Charitosemia albigutta Karsch, 1895
- Charitosemia geraldi Kirby, 1896